# Gasztony
Gasztony (Duits: Gasting) is een plaats (község) en gemeente in het Hongaarse comitaat Vas. Gasztony telt 487 inwoners (2001).